# Нава, Антонио
Антонио Мария Нава (итал. Antonio Maria Nava; 1775—1826) — итальянский композитор, гитарист и певец.
Широко концертировал по Италии. Опубликовал несколько сборников пьес для гитары, из которых наиболее известен цикл из четырёх сонат для гитары соло «Времена года» (итал. Le stagioni dell'anno; 1808) — этим изданием начало свою деятельность известное в дальнейшем миланское музыкальное издательство «Рикорди». Наве принадлежит также сборник упражнений для гитары (итал. Metodo completo per chitarra francese).

## Сочинения
- Le stagioni dell'anno / in quattro sonate a solo op. 4, 5, 6 e 7, per chitarra sola, Milano, 1808
- Fantasia op. 14, per chitarra sola
- Canzonette e ariette op. 39, 46, 59, per voce e chitarra
- Metodo completo per chitarra francese